# F.C. Barcelona (hokej na koturaljkama)
FC Barcelona Sorli Discau  osnovana je 1942. FC Barcelona je najtrofejniji klub na svijetu u hokeju na koturaljkama. Dio je katalonskog športskog društva FC Barcelona.

## Uspjesi
Prvenstvo Španjolske/OK Liga: 
- Prvak: 1974., 1977., 1978., 1979., 1980., 1981., 1982., 1984., 1985., 1996., 1998., 1999., 2000., 2001., 2002., 2003., 2004., 2005., 2006., 2007.
- Doprvak: 1972., 1975., 1983., 1986., 1987., 1994., 1995., 1997.

Pobjednik Kupa Španjolske: 1953., 1958., 1963., 1972., 1975., 1978., 1979., 1981., 1985., 1986., 1987., 1994., 2000., 2002., 2003., 2005., 2007.

Pobjednik Superkupa Španjolske: 2005., 2006.

Liga prvaka: 
- Pobjednik: 1973., 1974., 1978., 1979., 1980., 1981., 1982., 1983., 1984., 1985., 1997., 2000., 2001., 2002., 2004., 2005., 2007., 2008.
- Finalist: 1975., 1976., 1996

Kup pobjednika kupova Europe: 
- Pobjednik: 1987.

Kup Continental Europe
- Pobjednik: 1980., 1981., 1982., 1983., 1984., 1985., 1997., 2000., 2001., 2002., 2003., 2005., 2006., 2007.
- Finalist: 1987.

Kup CERS
- Pobjednik: 2006.
- Finalist: 1990.

3x Iberijski kup: 2000., 2001., 2002. 

2x Prvenstvo Katalonije: 1957., 1960 

4x Katalonska liga: 1992., 1995., 1996., 1998 

3x Interkontinentalni kup: 1998., 2001., 2006. 

3x Kup nacija Montreaux 1978., 1980., 1995. 